# Tonoplast

Schematische Darstellung einer pflanzlichen Zelle (grau-blau: Tonoplast)

Der Tonoplast ist eine selektivpermeable Biomembran, welche die Zentralvakuole einer pflanzlichen Zelle vom Cytoplasma abgrenzt.
Er ist durchlässig für bestimmte Stoffe, die in der Vakuole gelagert werden. Durch seine Selektivpermeabilität spielt er auch besonders bei osmotischen Vorgängen in der Pflanzenzelle eine Rolle. Das ist zum Beispiel der Fall bei der Wasseraufnahme der Zelle oder der Plasmolyse. Auch der Turgordruck lässt sich anhand dieser Eigenschaft erklären.